# 메인에서 다섯 밤을
《메인에서 다섯 밤을》(영어: Five Nights in Maine)은 데이비드 오옐러워 주연의 2015년작 미국 드라마 영화이다. 교통사고로 아내를 잃은 남자가 평소 서먹하게 지내던 장모를 만나러 메인주로 오는 데서 시작되는 이야기다. 매리스 커런 감독이 연출하였다. 2015년 9월 토론토 영화제 디스커버리 부문에서 상영되었다.

## 출연진
- 데이비드 오옐러워 - 셔윈
- 티오나 패리스 - 퍼넬러피
- 다이앤 위스트 - 루신다
- 로지 페레스 - 앤
- 빌 레이먼드 - 조지
- 하니 퍼스턴버그 - 피오나